# King Kong vs. Godzilla
King Kong vs. Godzilla är en japansk Kaijufilm som hade biopremiär i Japan den 11 augusti 1962, regisserad av Ishiro Honda. Det är den tredje filmen om det klassiska filmmonstret Godzilla. I filmen figurerar även King Kong. Det har sagts att King Kong (spelad av en man i en dräkt i stället för med stop motion som i ursprungliga King Kong-filmen) gjordes löjligare för att inte skrämma de yngre tittarna., samt att Godzilla har ett reptillikt utseende.
King Kong vs. Godzilla var den första Godzillafilmen i färg. Det var också den första färgfilmen med King Kong. Produktionsbolaget Toho och regissören Honda gjorde senare ytterligare en film med King Kong, King Kong på skräckens ö (1967).